# Linia kolejowa nr 608
Linia kolejowa nr 608 – pierwszorzędna, głównie dwutorowa, zelektryfikowana linia kolejowa znaczenia państwowego łącząca rozjazd nr 201 (dawniej posterunek odgałęźny Podgrabie) z rozjazdem 101 (dawniej posterunek odgałęźny Rudzice) na stacji Podłęże.

## Charakterystyka techniczna
Linia w całości jest klasy D3; maksymalny nacisk osi wynosi 221 kN dla lokomotyw oraz wagonów, a maksymalny nacisk liniowy wynosi 71 kN (na 1 metr bieżący toru). Sieć trakcyjna jest typu C120-2C oraz jest przystosowana do maksymalnej prędkości 110 km/h; obciążalność prądowa wynosi 1725 A, a minimalna odległość między odbierakami prądu 20 m. Linia wyposażona jest w elektromagnesy samoczynnego hamowania pociągów. Zarówno prędkość konstrukcyjna jak i maksymalna wynoszą 60 km/h.
Linia na odcinku 0,000 – 1,393 została uwzględniona w kompleksowej sieci transportowej TEN-T, a w całości w Bursztynowym Korytarzu Towarowym nr 11 (RFC11).